# Svartesjön, Dalsland
Svartesjön är en sjö i Vänersborgs kommun i Dalsland och ingår i Göta älvs huvudavrinningsområde.